# Beiseker

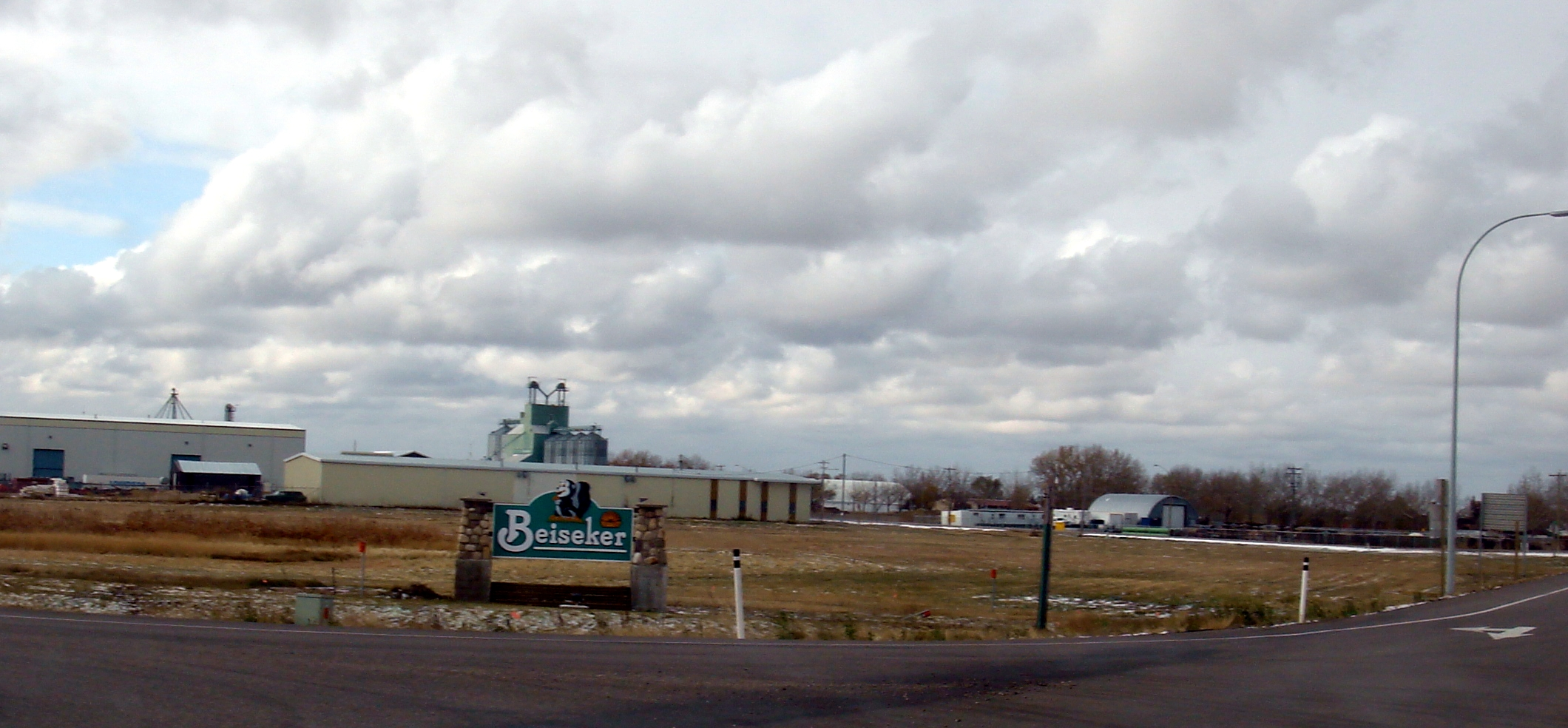
Beiseker (2009)

Beiseker ist eine Gemeinde im südlichen Alberta, Kanada, mit dem Status eines Dorfes (englisch Village).

## Geschichte
Beiseker, das in einem fruchtbaren Gebiet liegt, wurde 1908 auf Bestreben der Calgary Colonization Company als landwirtschaftliches Zentrum gegründet. Aus Deutschland stammende Siedler, die zunächst nach Dakota ausgewandert waren, waren die ersten Einwohner Beisekers, was sich heute noch in der auffallenden Häufigkeit deutscher Familiennamen widerspiegelt.
1910 bekam Beiseker Anschluss an die Canadian Pacific Railway, zwei Jahre später auch an die neugebaute Canadian National Railway. Auch die Kreuzung der Highways 9, 27 und 806 nordöstlich des Dorfes verschaffte Beiseker eine vorteilhafte infrastrukturelle Lage und schließlich 1921 auch den Status eines Dorfes.

## Wirtschaft
Der ertragreiche Weizenanbau in der Umgebung führte zur Entwicklung der Industrie für landwirtschaftliche Produkte wie zum Beispiel Düngemittel. Des Weiteren wird dort auch Erdöl und Erdgas gewonnen, weshalb Beiseker von verschiedenen große Pipelines bedient wird.
Das kanadische Hauptbüro von Lampson International, einem internationalen Hersteller von Baukränen befindet sich in Beiseker, so auch eine Verbrennungsanlage für biomedizinische Abfälle aus ganz Kanada.

## Demografie
Das auf 915 m Höhe gelegene Dorf hatte 2006 eine Bevölkerung von 804, die sich auf 318 Haushalte verteilte. Bei einer Fläche von 2,84 km² ergibt sich eine Bevölkerungsdichte von 283,5 Einwohnern pro Quadratkilometer.